# Кисіль Володимир Іванович
Володи́мир Іва́нович Кисі́ль (1951—2008) — український вчений-агрохімік та ґрунтознавець, доктор сільськогосподарських наук (2002), академік УААН (2007).

## Життєпис
Народився 1951 року в місті Валуйки (Бєлгородська область). 1974 року закінчив Харківський сільськогосподарський інститут.
Від 1975 року працював в Інституті ґрунтознавства та агрохімії УААН; з 1989-го — завідувач сектору біоземлеробства. Від 1991 року — завідувач лабораторії екології ґрунтів та біоземлеробства. У 2004—2008 роках — директор.
- Здійснював вивчення проблем оптимізації живлення культурних рослин.
- Розробляв системи удобрення сільськогосподарських культур, екологічно безпечні види органічних і мінеральних добрив.
- Обґрунтував теорію положення живлення сільськогосподарських культур макро- і мікроелементами, яке забезпечує одержання екологічно чистих і біологічно повноцінних урожаїв.
- Запропонував методи оцінювання екологічно-токсикологічного стану ґрунтів.
- Провів районування території України за придатністю для вирощування екологічно чистої продукції.

Помер 2008 року в місті Харків.

## Роботи
- «Біологічне землеробство: тенденції в світі та позиція України», 1997
- «Застосування добрив в біологічному землеробстві», 1999
- «Біологічне землеробство в Україні: проблеми та перспективи», 2000
- «Формування екологічно безпечного виробництва в Україні», 2003
- «Про державні пріоритети і Національну програму з охорони і підвищення родючості ґрунтів» співавтори В. В. Медведєв, С. М. Рижук, 2003
- «Агрохімічні аспекти екологізації землеробства», 2005.